# Чаа-Хольский сумон
Чаа-Хольский сумон — административно-территориальная единица (сумон) и муниципальное образование со статусом сельского поселения в Чаа-Хольском кожууне Тывы Российской Федерации.
Административный центр и единственный населённый пункт сумона — село Чаа-Холь.

## Население
| 2017 | 2018  |
| ---- | ----- |
| 3346 | ↗3355 |